# Чайковская, Юлия Сергеевна
Ю́лия Серге́евна Чайко́вская (род. 25 августа 1995, Рубцовск, Рубцовский район, Алтайский край, Российская Федерация) — российская баскетболистка, выступает в амплуа защитника. Неоднократная призёрка многих международных соревнований в составе сборной России в различных возрастных категориях.

## Биография
Чайковская Юлия родилась в спортивной семье, первым тренером у неё была мама Светлана Чайковская, руководитель баскетбольной секции в Рубцовске. В 13 лет тренер юношеской команды «Динамо-ГУВД» Елена Кухаренко пригласила Юлю в Новосибирск, куда она переехала вместе с семьёй. С 2008 года она выступает в Детско-юношеской баскетбольной лиге (далее — ДЮБЛ), за ДЮСШ № 13 г.Новосибирска.
В 2010 году после окончания очередного сезона ДЮБЛ Юлю пригласили в кадетскую сборную, которая выступала в розыгрыше чемпионата Европы в Греции. Чайковская в команде была самой младшей, но это не помешало ей сыграть во всех 9 играх первенства и завоевать «золотую» медаль Европы. Следующий 2011 год был богат на события, «бронзовая» медаль ДЮБЛ и как признание её таланта, ей присвоено звание MVP Финала восьми лиги. В июле на европейском юношеском олимпийском фестивале (5 игр, 7,2 очка 5,2 подбора, 1,6 передач, в среднем за матч) в составе сборной России она вместе с командой выигрывает «бронзовую» медаль в споре с «хозяйками» турнира сборной Турцией. В августе того же года, Юля, уже будучи капитаном сборной, участвует в чемпионате Европы среди кадеток (до 16 лет) в Италии, где проводит в среднем за матч 23,7 минут на площадке (2-й показатель в команде). Сборная выступила неудачно, завоевав 6-е место, она не попала на чемпионат мира.
В сезоне 2011/12, выступая за команду Красноярского края, Юля вошла в символическую пятёрку финального этапа чемпионата России среди девушек 1995 года рождения в категории лучший атакующий защитник.
4 февраля 2012 года состоялся её дебют в составе «Динамо-ГУВД-2» в молодёжном первенстве чемпионата России, где она в матче с ногинским «Спартаком-2» отыграла 6 минут. Уже на следующий день в повторной игре Юля набрала первые два очка. Участник Финала восьми молодёжного чемпионата России 2011/12.
В июле 2012 года Юля в составе сборной России завоёвывает серебряную медаль на чемпионате Европы среди девушек до 18 лет, отыграв 22,1 минуты в среднем за матч.
19 января 2014 года состоялся дебют в элитном дивизионе в матче против московского «Динамо», где баскетболистка пробыла на площадке 1 минуту 12 секунд. Всего, в сезоне 2013/14, Чайковская провела 4 игры за «Динамо-ГУВД».

### Статистика выступлений за клубы (средний показатель)
| Клубы                           | Сезон   | Чемпионат | Чемпионат | Чемпионат | Чемпионат | Кубок России | Кубок России | Кубок России | Кубок России | Еврокубки | Еврокубки | Еврокубки | Еврокубки |
| Клубы                           | Сезон   | Игр       | Очк       | Подб      | Перед     | Игр          | Очк          | Подб         | Перед        | Игр       | Очк       | Подб      | Перед     |
| ------------------------------- | ------- | --------- | --------- | --------- | --------- | ------------ | ------------ | ------------ | ------------ | --------- | --------- | --------- | --------- |
| «Динамо-ГУВД — 2» (Новосибирск) | 2011-12 | 10        | 1,2       | 1,4       | 0,8       |              |              |              |              |           |           |           |           |
| «Динамо-ГУВД — 2» (Новосибирск) | 2012-13 | 34        | 7,9       | 6,1       | 1,7       | 5            | 9,4          | 5,2          | 2,6          |           |           |           |           |

### Статистика выступлений за сборную России (средний показатель)
| Сборная        | Сезон | Место | Чемпионат | Чемпионат | Чемпионат | Чемпионат |
| Сборная        | Сезон | Место | Игр       | Очк       | Подб      | Перед     |
| -------------- | ----- | ----- | --------- | --------- | --------- | --------- |
| ЧЕ (до 16 лет) | 2010  | 1     | 9         | 2,6       | 2,4       | 0,6       |
| ЧЕ (до 16 лет) | 2011  | 6     | 9         | 5,7       | 4,0       | 1,3       |
| ЧЕ (до 18 лет) | 2012  | 2     | 9         | 4,7       | 2,6       | 1,6       |
| ЧМ (до 19 лет) | 2013  | 9     | 8         | 2,9       | 3,1       | 1,6       |

## Достижения
- Чемпион Европы среди кадеток: 2010
- Серебряный призёр Европы среди юниорок: 2012
- Бронзовый призёр европейского юношеского олимпийского фестиваля: 2011
- Бронзовый призёр ДЮБЛ: 2010/11